# Stefan Ryś

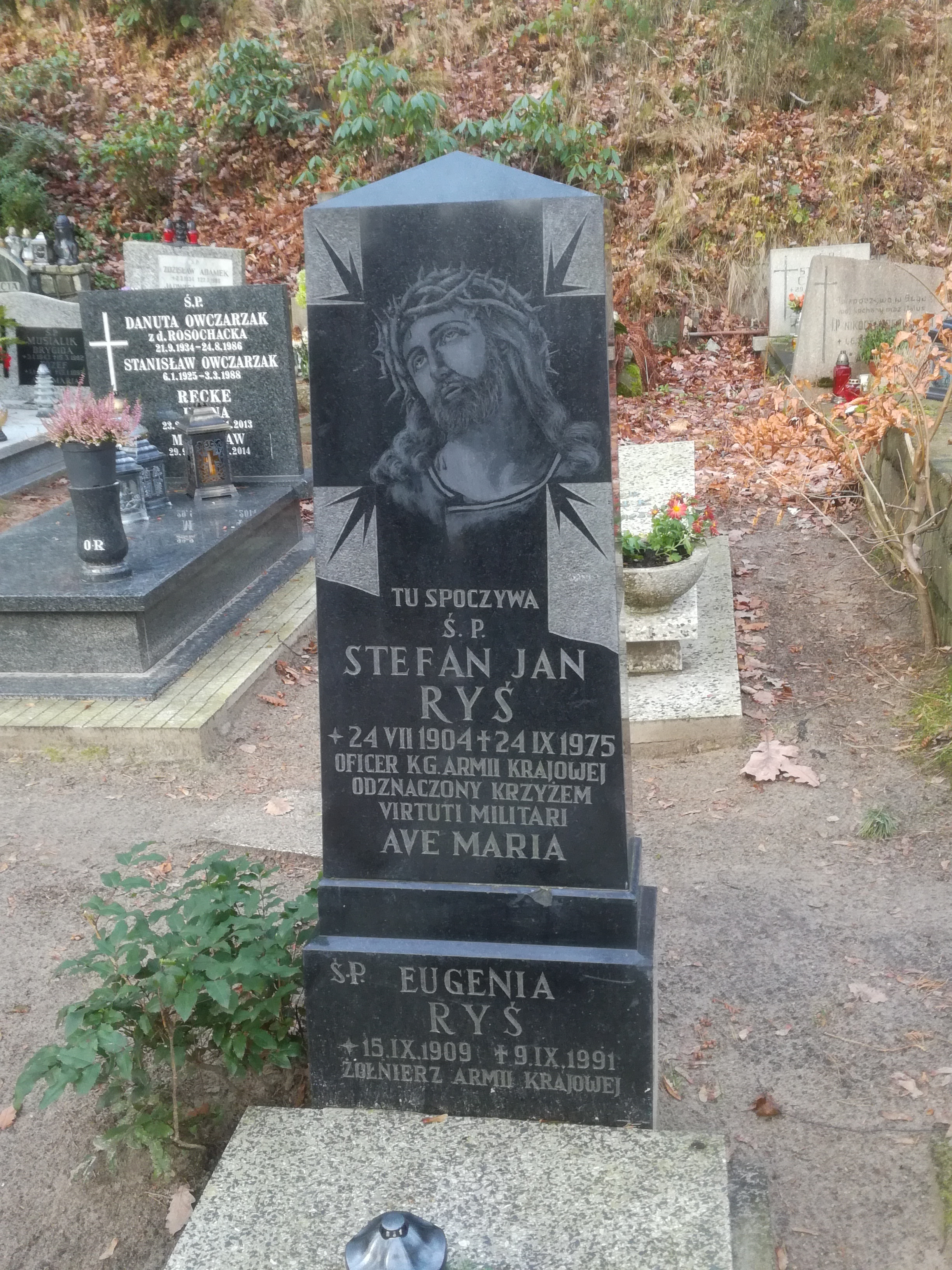
Grób Stefana Rysia na cmentarzu Witomińskim

Stefan Jan Ryś przybrane nazwiska Stanisław Rutkowski, Stefan Wadora, ps. „Fischer”, „Józef”, „Referent”, „Stefan Waga” (ur. 24 lipca 1906 w Krakowie, zm. 24 września 1975 w Gdyni) – porucznik czasu wojny Armii Krajowej, członek ZWZ-AK.

## Życiorys
Urodził się 24 lipca 1906 w rodzinie Franciszka i Anny Korek. W Gimnazjum im. Bartłomieja Nowodworskiego w Krakowie otrzymał świadectwo dojrzałości, a około 1930 przeniósł się do Gdyni, gdzie był pracownikiem Samodzielnego Referatu Informacyjnego Dowództwa Floty.
W czasie kampanii wrześniowej 1939 był przydzielony do sztabu Dowództwa Obrony Wybrzeża, uczestnicząc w obronie Oksywia. Z racji działalności przedwojennej poszukiwało Stefana Gestapo, więc dla bezpieczeństwa przeniósł się w okolice Nowego Sącza.
Od listopada 1939 w konspiracji w SZP-ZWZ, w której organizował przerzut ludzi przez Słowację na Węgry. Od marca 1941 mieszkał w Warszawie przy ul. Podhalańskiej 27. Od kwietnia tego roku był zastępcą Bernarda Zakrzewskiego, szefa Wydziału Bezpieczeństwa i Kontrwywiadu Oddziału II Komendy Głównej ZWZ-AK. Był wtedy w stopniu plutonowego podchorążego rezerwy. Między innymi podlegał mu bezpośrednio Referat 993. Mianowany podporucznikiem czasu wojny rozkazem L.46/BP z 10 sierpnia 1942. Bernard Zakrzewski pisał o nim we wniosku odznaczeniowym z sierpnia 1943: „Bardzo odważny, wyjątkowo pracowity, poświęcający wszystko dla służby. Sprawuje bezpośredni nadzór nad oddziałem bojowym. Jego zasługą jest zdecydowane, a jednocześnie ostrożne wkraczanie do akcji”. Razem z Franciszkiem Knappem został przypadkowo aresztowany. Występował wówczas pod nazwiskiem „Stanisław Rutkowski”. 19 lipca 1944 osadzony na Pawiaku. Nocą z 27 na 28 lipca wydostał się stamtąd, a wykupienie zorganizował Stanisław Leszczyński.
2 września 1944 podczas powstania warszawskiego dostał się do obozu przejściowego w Pruszkowie, z którego został wywieziony do obozu koncentracyjnego w Gross-Rosen. Mianowany porucznikiem czasu wojny ze starszeństwem z dniem 30 września 1944 roku rozkazem L. 498/BP z 2 października. W marcu 1945 obóz został wyzwolony przez wojska radzieckie, więc Ryś powrócił do rodzinnego Krakowa. W Kosowie koło Świecia prowadził gospodarstwo rolne. Na ręce dyrektora Departamentu Śledczego Ministerstwa Bezpieczeństwa Publicznego, pułkownika Józefa Różańskiego przekazał osobiście tzw. kartotekę Rysia, czyli ewidencję agentów Gestapo rozpracowywanych przez kontrwywiad Oddziału II Komendy Głównej Armii Krajowej. 28 stycznia 1946 został aresztowany i do 5 lutego 1947 przebywał w więzieniu. Mieszkał w Gdyni od 1948. 26 stycznia 1949 został ponownie aresztowany i wyrokiem Sądu Wojewódzkiego m.st. Warszawy z 4 marca 1954 skazano go na 6 lat więzienia. 31 stycznia 1955 zwolniony, a postanowieniem Sądu Najwyższego z 15 grudnia 1956 zrehabilitowany. Później pracował w Gdańskiej Fabryce Farb i Olejów w Oliwie, a ostatnim stanowiskiem był kierownik działu zaopatrzenia. 
Zmarł w Gdyni 24 września 1975. Pochowany został na cmentarzu Witomińskim w Gdyni (kwatera 12-12-13). 
Kuzyn Zbigniewa Rysia (podchorąży Armii Krajowej, kurier ZWZ) oraz Józefa Jońca (ksiądz, pułkownik, uczestnik bitwy pod Monte Cassino). 

## Ordery i odznaczenia
- Krzyż Srebrny Orderu Virtuti Militari nr 12731
- Krzyż Walecznych – 22 września 1944
- Złoty Krzyż Zasługi z Mieczami – 19 lutego 1944